# Karl Wasserrab

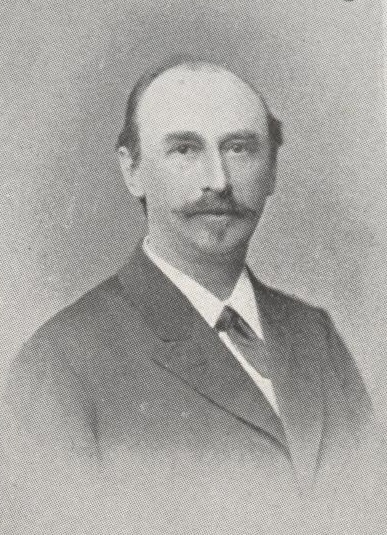
Professor Karl Wasserrab, 1906

Karl Wasserrab (* 17. Januar 1851 in Troppau, Österreichisch-Schlesien; † 25. Juli 1916 in München) war ein deutscher Wirtschaftswissenschaftler, Sozialreformer und Vertreter der katholischen Soziallehre. 

## Leben und Wirken
Karl Wasserrab war der Sohn der katholischen Eheleute Franz und Karoline Wasserrab. Der Vater arbeitete als Domänenverwalter für den Grafen Stadion und starb schon 1855.
Ab 1868 begann Wasserrab mit dem Studium Rechts- und Staatswissenschaft an der Universität Wien, wo er zu den Schülern des berühmten Professors Lorenz von Stein gehörte. Nach Abschluss der Studien promovierte er 1879 an der Universität  Göttingen in Jura, 1888 an der Münchner Hochschule in Sozialwissenschaften. Dort habilitierte er sich 1889 in Nationalökonomie. Von 1893 bis 1899 lehrte Karl Wasserrab als Honorarprofessor an der gerade wiedergegründeten schweizerischen Universität zu Freiburg im Üchtland, ab 1899 wieder in München. In Freiburg arbeitete er eng mit seinem Hochschulkollegen, dem Bayerischen Dominikaner Albert Maria Weiss (1844–1925) zusammen. 
Zu Karl Wasserrabs bekanntesten Schülern zählt der Sozialreformer und Arbeiterseelsorger Ludwig Nieder (1880–1922), der auch als „Kolping des 20. Jahrhunderts“ bezeichnet wird. Ebenso besuchte der Dichter und Reisende Alfons Paquet (1881–1944) seine Münchener Vorlesungen.
Wasserrab war Ehrenmitglied der katholischen Studentenverbindungen KSStV Alemannia München im KV und KDStV Aenania München im CV.
Wasserrab veröffentlichte viele, teils recht kritische Bücher und Schriften zur deutschen Sozialpolitik bzw. Volkswirtschaft im Hohenzollern-Reich.

## Veröffentlichungen (Auswahl)
- „Die Wirtschaftskrisen und die Entwickelung der Krisis von 1873“ , 1888
- „Preise und Krisen: Volkswirtschaftliches aus unseren Tagen“ , 1889 (Komplettscan des Buches)
- „Sociale Politik im Deutschen Reich: Ihre bisherige Entwickelung und ihre Fortführung unter Kaiser Wilhelm II.“ , 1889
- „Die Nationalökonomie nach ihrer Stellung, Methode und ihrem neueren Entwicklungsgang“ , 1894
- „Socialwissenschaft und sociale Frage: Eine Untersuchung des Begriffs social und seiner Hauptanwendungen“ , 1900
- „Sociale Frage, Socialpolitik und Carität“ , 1903
- „Soziologische Nationalökonomie nach akademischen Vorlesungen“ , (posthum) 1917